# Урсуленко Сергій Миколайович
Сергій Миколайович Урсуленко (нар. 9 листопада 1987, Одеса, УРСР) — український футболіст, півзахисник канадського клубу «Воркута» (Торонто).

## Життєпис
Народився в Одесі, вихованець місцевого «Чорноморця» (за іншими даними — ДЮСШ-11). Дорослу футбольну кар'єру розпочав 2005 року в аматорському колективі КАПО (Первомайське), кольори якого захищає (з перервою в 2010 році) до 2011 року. Виступав також у чемпіонаті Одеської області та аматорському чемпіонаті України за «Тарутине», «Совіньйон» (Тарутине) та «Бесарабію» (Одеса).
У 2013 році перебрався до «Балкан», які на той час також виступали в аматорському чемпіонаті України. У професіональних змаганнях дебютував за зорянський клуб 22 липня 2015 року в переможному (0:1) домашньому поєдинку попереднього раунду кубку України проти стрийської «Скали». Сергій вийшов на поле в стартовому складі та відіграв увесь матч. Проте вже в 1/16 фіналу «Балкани» поступилися дніпровському «Дніпру» (0:1) та залишив турнір. У липні 2016 року потрапив до заявки «Балкан» на сезон у професіональному футболі. У Другій лізі України дебютував 24 липня 2016 року в нічийному (0:0) виїзному поєдинку 1-го туру проти горностаївського «Миру». Урсуленко вийшов на поле в стартовому складі, а на 82-й хвилині його замінив Дем'ян Пенов. Першим голом у професіональному футболі відзначився 15 жовтня 2016 року на 18-й хвилині переможного (3:1) виїзного поєдинку 14-го туру Другої ліги України проти «Нікополя». Сергій вийшов на поле в стартовому складі, а на 31-й хвилині отримав пряму червону картку та достроково завершив матч. За підсумками сезону 2016/17 років зорянський клуб посів 4-те місце в Другій лізі та підвищився в класі, а Серій Урсуленко з 14-ма голами став 5-им найкращим бомбардиром чемпіонату. Новий сезон також розпочав у «Балканах». У Першій лізі України дебютував 15 липня 2017 року в програному (0:2) домашньому поєдинку 1-го туру проти харківського «Геліоса». Урсуленко вийшов на поле в стартовому складі, а на 75-й хвилині його замінив Олег Цимбалар. У липні 2017 року зіграв за зорянський клуб 4 матчі (по 2 — у Першій лізі та кубку України).
Наприкінці серпня 2017 року перейшов до «Жемчужини». Дебютував за одеську команду вже 26 серпня 2017 року в програному (1:3) виїзному поєдинку 8-го туру Першої ліги України проти чернігівської «Десни». Сергій вийшов на поле на 70-й хвилині, замінивши Максима Вдовиченка. До початку вересня зіграв 2 матчі в Першій лізі України, після чого за «Жемчужину» не грав.
У 2018 році виїхав до Канади, де став гравцем клубу Канадської футбольної ліги «Воркута» (Торонто), якому в своєму дебютному сезоні допоміг виграти Чемпіоншип КСЛ. Наступного сезону допоміг команді виграти Перший дивізіон КСЛ. У 2020 році повернувся до України, де виступав за «Тарутине» в чемпіонаті Одеської області. Наступного року знову став гравцем «Воркути». Допоміг своїй команді втретє виграти регулярний сезон та здобути кубок, у фіналі якого «Воркута» обіграла «Скарборо». Виступав також у фіналі плей-оф 2021 року, де «Воркута» поступилася «Скарборо».

## Досягнення
«Балкани»
- Аматорський чемпіонат України
  -  (2): 2015, 2016

- Аматорський кубок України
  -  Фіналіст (1): 2015

- Чемпіонат Саратського району
  -  (2): 2013, 2014

- Кубок Одеської області
  -  Володар (1): 2014

- Кубок Одеської області пам'яті М. О. Трусевича
  -  Володар (2): 2014, 2015

- Кубка володарів кубків Одеської області
  -  Володар (1): 2015

- Суперкубок Одеської області
  -  Володар (1): 2015

«Воркута»
- Чемпіоншип КСЛ
  -  Чемпіон (1): 2018

- Перший дивізіон/Регулярний сезон Канадської футбольної ліги
  -  Чемпіон (2): 2019, 2021

- ProSound Cup
  -  Володар (1): 2021